# Agustín Almendra
Agustín Almendra, né le 11 février 2000 à San Francisco Solano, Buenos Aires en Argentine, est un footballeur argentin qui évolue au poste de milieu central au Racing Club.

## Biographie

### Boca Juniors
Agustín Almendra est formé dans l'un des plus grands clubs d'Argentine, Boca Juniors. Il fait ses débuts en équipe première en championnat, le 16 avril 2018, en remplaçant Ramón Ábila, lors d'un match perdu un à zéro par son équipe contre le CA Independiente. Le 20 septembre 2018, il fait ses débuts en Copa Libertadores face au club brésilien de Cruzeiro EC, match gagné par Boca (2-0).
Agustín Almendra glane son premier titre en étant sacré Champion d'Argentine en 2018 avec Boca Juniors.
Il inscrit son premier but en professionnel le 2 mars 2019, lors de la victoire de son équipe contre l'Unión de Santa Fe, en championnat (1-3).
Almendra est à nouveau sacré Champion d'Argentine en 2020 avec Boca Juniors.
Le 27 mai 2021, Almendra inscrit son premier but en Copa Libertadores, contre les Boliviens de The Strongest La Paz. Il contribue ainsi à la victoire de son équipe par trois buts à zéro.

### Racing Club
Lors de l'été 2023, Agustín Almendra rejoint librement le Racing Club, étant en fin de contrat avec Boca Juniors. Le transfert est annoncé dès le 12 avril 2023 et officialisé le 15 août 2023.
Almendra marque son premier but pour le Racing le 1 février 2024, à l'occasion d'un match de Copa de la Liga contre le CA Tigre. Titulaire, il ouvre le score au bout de quatre minutes de jeu et son équipe l'emporte par trois buts à zéro.

### En sélection
Almendra participe au championnat sud-américain des moins de 17 ans en 2017 avec les moins de 17 ans. Lors de cette compétition, il joue trois matchs, contre le Venezuela, le Paraguay, et enfin le Brésil, avec pour résultat trois défaites. Il reste sur le banc des remplaçants lors de la victoire face au Pérou.
Almendra joue ensuite deux matchs avec l'équipe d'Argentine des moins de 20 ans en 2018, le 29 juillet contre le Venezuela (victoire 0-4) et le 8 août contre la Russie (victoire 1-2).

## Palmarès
Boca Juniors
- Champion d'Argentine
  - 2018 et 2020.